# Хасанов Хаким Хусаїнович
Хаки́м Хусаї́нович Хаса́нов (нар. 1914, Алмаметьєво, Казанська губернія — пом. 12 вересня 1943, Нехаївка, Сумська область) — старший сержант Червоної Армії, учасник Другої Світової Війни, Герой Радянського Союзу (1943).

## Біографія
Хаким Хасанов народився у селі Алмаметьєво (нині — у Моркінському районі Марій Ел). Після закінчення семи класів неповної середньої школи працював на залізничній станції міста Йошкар-Ола (з 1931 по 1935 р.). У 1935-1937 роках проходив службу в Червоній Армії. У 1937-1942 рр. жив і працював у Владивостоці. У березні 1942 року Хасанов повторно був призваний до армії. З серпня того ж року – на фронтах німецько-радянської війни.
До вересня 1943 року старший сержант Хаким Хасанов командував кулеметним розрахунком 248-ї окремої курсантської стрілецької бригади 60-ї армії Центрального фронту. Відзначився під час визволення Курської області. 12 вересня 1943 року в розпалі бою за село Нехаївка Конотопського району отримав тяжке поранення та був захоплений у полон і страчений.

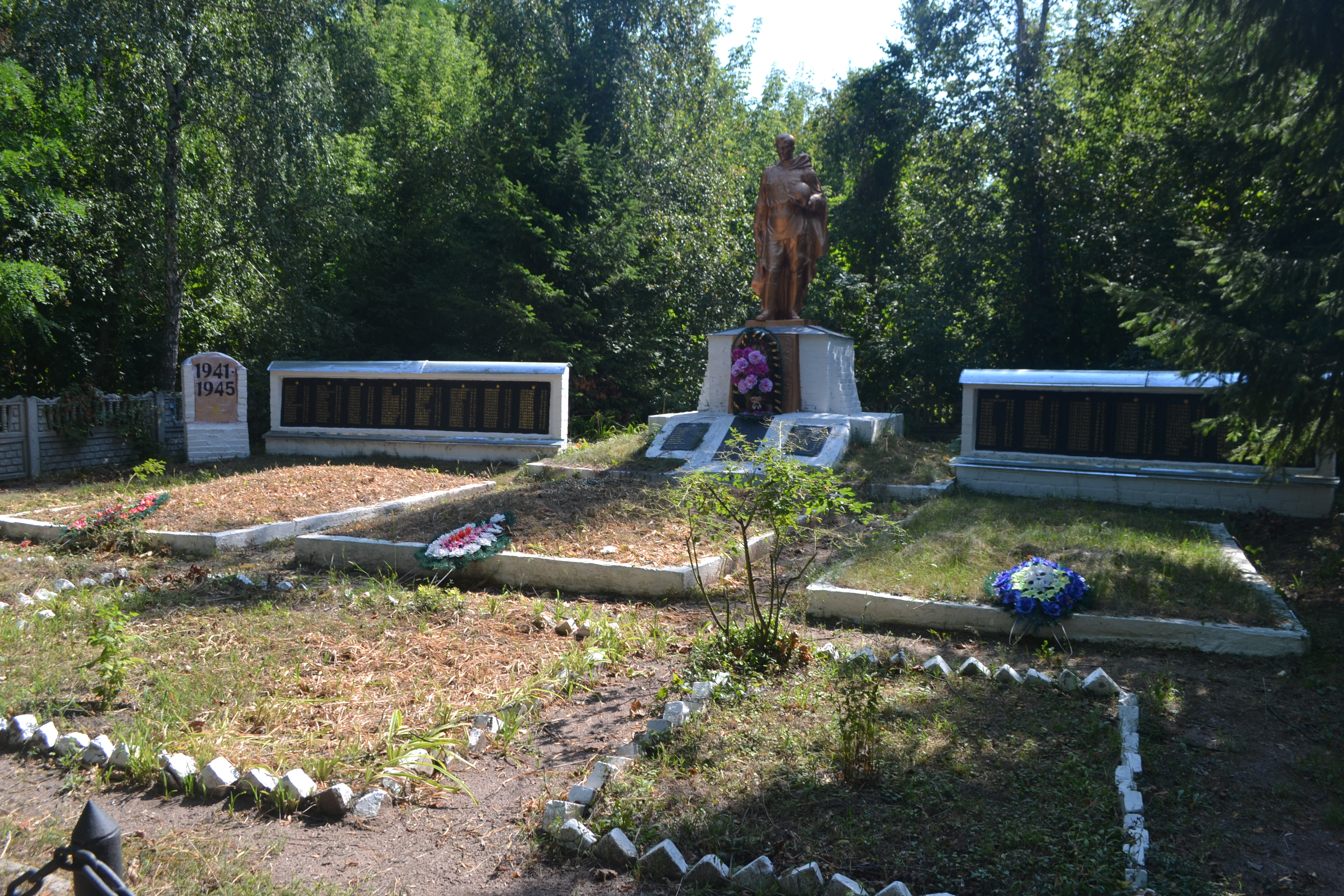
Братська могила де похований Х.Х.Хасанов

## Нагороди
- Герой СРСР
- Орден Леніна